# Елена (фильм, 2015)
«Еле́на» (фин. Kätilö — Акушерка) — финский художественный фильм 2015 года режиссёра Антти Йокинена, посвящённый событиям Лапландской войны 1944—1945 годов.

## Сюжет
События фильма разворачиваются в Финляндии 1944 года, когда правительство страны заключает мирный договор с союзническими войсками антигитлеровской коалиции. Данное решение обосновывается желанием избавиться от гражданской смуты, но лишь усиливает внутренние противоречия финского общества.
После подписания соглашения, военные силы Финляндии передислоцируются в финскую Лапландию, занятую гитлеровскими войсками. В небольшом лапландском городке знакомятся прибывший туда немецкий солдат Йоханнес и финская медсестра Елена, работающая в военно-полевом госпитале. Между ними загорается любовь, которая между тем подвергается сильным испытаниям в связи с изменением международных отношений между Финляндией и Германией. Влюблённые борются не только лишь за сохранение своих отношений, но и за саму жизнь.

## В ролях
| Актёр                 | Роль                       |
| --------------------- | -------------------------- |
| Криста Косонен        | медсестра Елена            |
| Лаури Тилканен        | оберштурмфюрер СС Йоханнес |
| Пиркка-Пекка Петелиус | Йоуни                      |
| Леэа Клемола          | Ауне                       |
| Сеппо Пяаккёнен       | Бьёрне                     |
| Элина Книхтиля        | Хета                       |
| Томми Корпела         | Гёдел                      |
| Йоханнес Бразерус     | Алексей                    |

## Награды и номинации
В 2015 году Криста Косонен за роль Елены удостоена титула лучшей актрисы на кинофестивале в Шанхае. В 2016 года она за роль в этом фильме стала лауреатом финской национальной кинопремии «Юсси» в номинации «За лучшую женскую роль».